# Fugle-kvarteret
Fugle-kvarteret eller Pip-kvarteret er et kvarter i Hadsund beliggende umiddelbart vest for byens centrum. Navnet stammer fra gaderne i kvarteret som er opkaldt primært efter fugle som f.eks. Fasanvej og Fuglebakken. Navnet Fugle-kvarteret og Pip-kvarteret bruges almindeligt i det daglige sprog. De første parceller blev bygget i starten af 1950'erne Kvarteret er primært beliggende i et meget bakket landskab der er skabt af smeltevand efter sidste istid for ca. 15.000 år siden. Nord for Vestergade og vest for Markedsgade er der nogle meget stejle skrænter som dannede den gamle kystlinjen før sidste istid.
Kvarteret afgrænses mod nord af Højmarken og Linddalene, mod vest af mark område, mod syd af Thygeslund Skov og mod øst af Hadsund Centrum. Markedsgade, Hobrovej og Timandsvej er de veje som giver adgang til Pip-kvarteret.
Bebyggelsen består af 206 parceller fordelt på 1 lejlighedsblok, 1 plejecenter, 2 rækkehuse og 200 parcelhuse, de er placeret langs Timensvej, Smutvejen, Markedsgade og Hobrovej, den har 16 tilhørende sideveje, Bøgedalen, Vesterled, Elmevej, Egevangen, Fyrrestien, Høgevej, Drosselvej, Fasanvej, Jagtvej, Drosselvej, Skellet, Egernvej, Plantanvej, Spættevej, Fuglebakken, Spurvevej.

## Galleri
- Plejecenter Skovgården.
- Udsigt over Bøgedalen.
- Vesterled.
- Markedsgade.